# 15513 Emmermann
15513 Emmermann (1999 UV38) là một tiểu hành tinh vành đai chính được phát hiện ngày 29 tháng 10 năm 1999 bởi Đài thiên văn Lowell Near-Earth Object Search ở Flagstaff, Arizona.